# Англо-шотландські війни
Англо-шотландські війни — серія війн між Англією та Шотландією в XVI столітті.
Після Війни за незалежність Шотландії Англія і Шотландія продовжували конфліктувати протягом 14, 15 і 16 століть. У більшості випадків одна країна намагалася скористатися слабкістю або нестабільності в іншій. Так, наприклад, Яків II Шотландський намагався відібрати Бервік під час війни Червоної та Білої Троянди в Англії.

## Прикордонні сутички
У середині 15-го століття відбулося ряд конфліктів на кордоні Англії і Шотландії, серед яких важливе місце має битва при Сарку.

## Військові сутички першої половини XVI століття
Англія за Генріха VIII оголосила війну Франції в 1512 (Ця війна — частина більш великого конфлікту, відомого як Війна Камбрійської ліги). Яків IV (король Шотландії), виконуючи підписаний з Францією союз, ввів війська до Англії.
У 1513 році шотландська армія досить швидко захопила прикордонні англійські замки, проте зазнала поразки в битві біля Флоддена, в якій зазнала величезних втрат(вбито понад 10 тис. шотландців) і загину Яків IV.
Так як син загиблого короля, Яків V, був ще неповнолітній, в Шотландії почалася криза, під час якої північноанглійські барони здійснювали рейди на шотландські землі.
Коли Яків V досяг повноліття і взяв владу, він одружився з  дочкою Франциска I Мадлен, проте коли вона померла через кілька місяців від туберкульозу, він одружився ще раз із Марією де Гіз. Напруженість у відносинах між Англією та Шотландією збільшилася ще більше, коли Генріх VIII порвав відносини з Римо-католицькою церквою та почав розпускати монастирі.
Війна розпочалася в 1541 році. Після того як армія англійців, що вторглася в Шотландію, була розбита, Яків вирушив із великою армією в Англію, проте її керівництво було слабким і розділеним. Це стало основною причиною поразки в битві при Солвей-Моссі. Поразка підірвала здоров'я монарха і він повернувся в Шотландію, де і помер в грудні 1542 року.

## Конфлікти за Марії Стюарт в Шотландії
Після смерті Якова, королевою Шотландії стала Марія Стюарт. Генріх VIII спробував чинити тиск на Шотландію, вимагаючи об'єднання країн в союз і одруження Марії зі своїм сином Едуардом. Коли кардинал Бітон отримав контроль над урядом Шотландії, прибравши проанглійських лордів, та відновив союз з Францією, Генріх у 1544 році відправив військо для спустошення і грабежів в південній Шотландії. Проте шотландська армія розгромила англійців в 1545 році в битві при Анкрум-Муре, яка тимчасово призупинила англійські атаки.
В 1547 році війна знову продовжилася. Завдяки значній підтримці з боку Франції Шотландії вдалося вибити англійців зі своєї території.

## Закінчення військового протистояння
7 липня 1575 року на англо-шотландському кордоні відбулась остання битва в англо-шотландській війні — набіг на Рідзвайр. Бій закінчився повною перемогою Шотландії.